# Platphalonidia
Platphalonidia is een geslacht van vlinders van de familie bladrollers (Tortricidae).

## Soorten
- P. assector (Razowski, 1967)
- P. californica Razowski, 1986
- P. domna (Gates Clarke, 1968)
- P. dubia (Razowski & Becker, 1983)
- P. felix (Walsingham, 1895)
- P. fusifera (Meyrick, 1912)
- P. galbanea (Meyrick, 1917)
- P. luxata Razowski & Becker, 1986
- P. mendora (Gates Clarke, 1968)
- P. mimosina Razowski, 1986
- P. mystica (Razowski & Becker, 1983)
- P. ochraceana (Razowski, 1967)
- P. paranae (Razowski & Becker, 1983)
- P. plicana (Walsingham, 1884)
- P. stibeutes Razowski, 1992
- P. sublimis (Meyrick, 1917)
- P. subolivacea (Walsingham, 1897)
- P. tehuacana Razowski, 1986